# Diòcesi de Carpi
|  | Aquest article tracta sobre una diòcesi fictiva catòlica a Tunísia. Si cerqueu la ciutat italiana, vegeu «Carpi». |

La diòcesi de Carpi (llatí: Dioecesis Carpitana) va ser una seu episcopal de mitjan segle iii fins al segle vii. Des de 1933 es fa servir com a seu fictiu d'una diòcesi titular de l'Església catòlica.

## Història
Carpi, en l'antiguitat Carpis (Κάρπίς) és una antiga seu episcopal de la província romana de l'Àfrica Proconsular, sufragània de l'arxidiòcesi de Cartago. Es trobava a la badia de Cartago i és probablement la mateixa ciutat com Aquae Calidae, o Aquae Carpitanae. Podria coïncidir amb l'actual Henchir-Mraïssa a l'actual Tunísia.
Hi ha set bisbes de Carpi documentats. Secundí va participar en el concili convocat a Cartago el 256 per Cebrià de Cartago per a discutir la qüestió del lapsi. El concili de Cartago de 411 va reunir els bisbes catòlics i donatistes de l'Àfrica romana, i hi va prendre part el donatista Veracià i el catòlic Antoni. Pentadi va ser un dels pares del concili celebrat a Cartago per Aureli de Cartago el 419. Feliç va intervenir en el sínode reunit a Cartago pel rei dels vàndals Huneric el 484, després de la qual cosa va ser bandejat a Còrsega. Veneri i Baix van intervenir al concili cartaginès de 525 i en l'antimonotelita de 646.
Avui Carpi sobreviu com a seu episcopal titular. L'actual bisbe titular n'és Ramón Bejarano.

## Bisbes

### Bisbes reals[3]
- Secundí (mencionat el 256)
- Faustinià (mencionat el 347)
- Antoni (mencionat el 411)
- Veracià (mencionat el 411) (bisbe donatista)
- Pentadi (mencionat el 419)
- Feliç (mencionat el 484)
- Veneri (mencionat el 525)
- Bassus (mencionat el 646)

### Bisbes titulars[5]
- Ernesto Segura † (7 d'abril de 1962 - 13 de març 1972)
- Luigi Dossena † (26 de febrer de 1973 - 9 de setembre de 2007)
- Tarcisio Pusma Ibáñez (25 de gener de 2008 - agost de 2008)
- Luis Alberto Fernández Alara (24 de gener de 2009 - 10 de setembre de 2013 nomenat bisbe de Rafaela)
- Bertram Víctor Wick Enzler (26 d'octubre d 2013 - 24 de març de 2015 nomenat bisbe de Santo Domingo a Equador)
- Jorge Enrique Concha Cayuqueo, O.F.M., del 14 de juliol de 2015 al 5 de febrer de 2020
- Ramón Bejarano. (27 de febrer 2020), vicari del bisbat de San Diego als Estats Units